# Masoga peracuta
Masoga peracuta är en fjärilsart som beskrevs av Paul Dognin 1914. Masoga peracuta ingår i släktet Masoga och familjen nattflyn. Inga underarter finns listade i Catalogue of Life.